# راب شفیلد
راب شفیلد (انگلیسی: Rob Sheffield؛ زادهٔ ۲ فوریهٔ ۱۹۶۶) یک پدیدآور اهل ایالات متحده آمریکا است.